# Gravitó
El gravitó és un bosó intermediari hipotètic, una partícula elemental que permetria de quantitzar la força gravitatòria de la mateixa manera que els fotons ho fan amb l'electromagnètica, els bosons W i Z per a la nuclear feble, i els gluons per a la nuclear forta. Es tracta d'una partícula de massa nul·la o quasi nul·la, per la qual cosa pot viatjar o a la velocitat de la llum o a una velocitat propera, càrrega elèctrica zero i espín 2.

## Teoria quàntica de la gravetat
La teoria de la relativitat general fou presentada el 1915 pel físic teòric alemany Albert Einstein (1879-1955) i la mecànica quàntica el 1926 amb els treballs d'Erwin Schrödinger (1887-1961), Paul Dirac (1902-1984), Max Born (1882-1970), Werner Heisenberg (1901-1976), Niels Bohr (1885-1962), Wolfgang Pauli (1900-1958) i d'altres. Uns anys més tard, cap al 1930, Born, Jordan i Dirac ja foren capaços de formalitzar les propietats quàntiques del camp electromagnètic. Però ja el 1916, Einstein assenyalà que els efectes quàntics havien de conduir a modificacions en la seva teoria de la relativitat general. A principis dels anys trenta, el físic belga Léon Rosenfeld (1904-1974) publicà els primers articles tècnics sobre la gravetat quàntica. La relació amb un camp quàntic d'espín 2 aparegué aviat en els treballs de Fierz i Pauli, i el quàntum d'espín 2 del camp gravitatori ja era una noció familiar en els anys trenta. El seu nom, «gravitó», començà a emprar-se el 1934, quan aparegué en un article dels físics soviètics Dmitri I. Blokhintsev (1908-1979) i F.M. Gal'perin (publicat a la revista ideològica Sota la Bandera del Marxisme). Bohr considerà la idea d'identificar el neutrí i el gravitó, com havien proposat Blokhintsev i Gal'perin.

## El bosó intermediari de la gravetat
Els gravitons són partícules hipotètiques que transmeten la interacció gravitacional en el marc de la teoria quàntica de camps, se simbolitzen per G. Encara que no han estat descoberts es pot deduir que la seva massa ha de ser nul·la, ja que la gravitació és una força de llarg abast. La seva càrrega elèctrica ha de ser també nul·la i el seu espín, enter (són, per tant, bosons).
Segons la teoria de la relativitat general d'Albert Einstein, la gravetat és una propietat inherent de l'espai-temps que es manifesta com una curvatura causada per la presència de massa i energia. No obstant això, en la teoria quàntica, que descriu les interaccions a escala de partícules elementals, cal postular una partícula portadora de la força gravitatòria, similar als altres camps de forces coneguts, com l'electromagnetisme (amb el fotó) o la força nuclear feble (amb els bosons W i Z). Té un espín igual a 2 unitats, i això el diferencia dels altres bosons coneguts, que tenen spins diferents (0 o 1). Ja que sembla que els gravitons serien idèntics a les seves antipartícules, la noció d'antigravetat és qüestionable.

Primera observació d'ones gravitacionals per LIGO (senyal GW150914). Mostra els senyals d'ones gravitacionals rebuts pels instruments de LIGO a Hanford, Washington (esquerra) i a Livingston, Louisiana (dreta), així com les comparacions d'aquests senyals amb els senyals esperats a causa de l'esdeveniment de fusió de forats negres.

## La massa del gravitó
Una característica comuna en diverses alternatives teòriques a la teoria de la relativitat general és que el gravitó té una massa diferent de zero. Aquestes teories es poden descriure com a teories de gravetat massives. Malgrat les nombroses complexitats teòriques d'aquestes teories, des d'un punt de vista fenomenològic les implicacions de la gravetat massiva s'han utilitzat àmpliament per establir límits per a la massa del gravitó. Una de les implicacions genèriques de dotar de massa al gravitó és que el potencial gravitatori disminuirà de manera similar a una caiguda del tipus potencial de Yukawa. Aprofitant aquesta característica de les teories de gravetat massives s'ha investigat la massa del gravitó fent servir els objectes més grans lligats gravitacionalment, és a dir, els cúmuls de galàxies. Les observacions fetes des del 2016 han establert el límit més estricte per a la massa del gravitó, la qual és inferior a 6 × 10−32 eV.
Per altra banda, l'equip de LIGO/Virgo el 2016 estimà la massa relativista per a ones gravitacionals observades a partir de la fusió d'un forat negre binari en aproximadament 1,22 × 10−22 eV/c2, citant les incerteses en la longitud d'ona de Compton {\textstyle \lambda _{C}=h/mc} mesurada de l'ona. L'energia d'una partícula és expressada per l'equació:
{\displaystyle E={\sqrt {(m_{0}c^{2})^{2}+(pc)^{2}}}}on:
- {\displaystyle m_{0}} és la massa en repòs de la partícula, en aquest cas del gravitó,
- {\displaystyle {\ce {c}}} la velocitat de la llum,
- {\displaystyle p} el moment lineal o quantitat de moviment de la partícula.

Els càlculs teòrics preveuen que tengui un massa d'1,353 64 × 10−22 eV/c2, valor molt proper a l'obtingut pels descobridors de les ones gravitacionals, d'on s'obté una massa en repòs de 4,66 × 10−24 eV/c2.

## Energia i longitud d'ona
Si bé se suposa que els gravitons manquen de massa, encara transportarien energia, igual que qualsevol altra partícula quàntica. L'energia fotònica i l'energia gluònica també són transportades per partícules sense massa. No és clar quines variables podrien determinar l'energia del gravitó, la quantitat d'energia transportada per un sol gravitó.
Alternativament, si els gravitons tinguessin massa, l'anàlisi de les ones gravitatòries proveiria donaria una cota superior per a la massa dels gravitons. La longitud d'ona Compton del gravitó almenys és de 1.6x1016 m, o uns 1.6 anys llum, corresponent a una massa de gravitó no major a 7.7x10-23 eV/c2. Aquesta relació entre la longitud d'ona i la massa-energia resulta d'utilitzar la relació de Planck-Einstein, la mateixa fórmula que relaciona la longitud d'ona electromagnètica i l'energia del fotó. No obstant això, si els gravitons són els quants de les ones gravitatòries, llavors la relació entre la longitud d'ona i l'energia de la partícula corresponent és fonamentalment diferent per als gravitons que per als fotons, ja que la longitud d'ona Compton del gravitó no és igual a la longitud d'ona de l'ona gravitatòria. En canvi, el límit inferior de la longitud d'ona Compton del gravitó és aproximadament 9x109 vegades més gran que la longitud d'ona gravitatòria per al succés GW170104, que va ser de ~ 1.700 km. L'informe no donava més detalls sobre l'origen d'aquesta relació. És possible que els gravitons no siguin els quants de les ones gravitatòries, o que tots dos fenòmens estiguin relacionats de manera diferent.

## Observació experimental
La detecció inequívoca de gravitons individuals, encara que no està prohibida per cap llei fonamental, és impossible amb qualsevol detector físicament raonable. La raó és l'extremadament baixa secció transversal per a la interacció dels gravitons amb la matèria. Per exemple, un detector amb la massa de Júpiter i una eficiència del 100%, situat en una òrbita propera a una estrella de neutrons, només podria observar un gravitó cada 10 anys, fins i tot en les condicions més favorables. Seria impossible discriminar aquests esdeveniments del fons de neutrino, ja que les dimensions de l'escut de neutrins requerit assegurarien el col·lapse en un forat negre.
Les observacions de les col·laboracions LIGO i Virgo han detectat directament ones gravitacionals. Altres han postulat que la dispersió de gravitons produeix ones gravitacionals com les interaccions de partícules produeixen estats coherents. Encara que aquests experiments no poden detectar gravitons individuals, podrien proporcionar informació sobre certes propietats del gravitó. Per exemple, si s'observés que les ones gravitacionals es propaguen més a poc a poc que c (la velocitat de la llum al buit), això implicaria que el gravitó té massa (no obstant això, les ones gravitacionals han de propagar-se més a poc a poc que c en una regió amb densitat de massa diferent de zero perquè siguin detectables). Observacions recents d'ones gravitacionals han posat un límit superior de 1.2x 10-22 eV/c2 a la massa del gravitó. Les observacions astronòmiques de la cinemàtica de les galàxies, especialment el problema de rotació de galàxies i la dinàmica newtoniana modificada, podrien apuntar que els gravitons tenen una massa diferent de zero.